# Azores Airlines

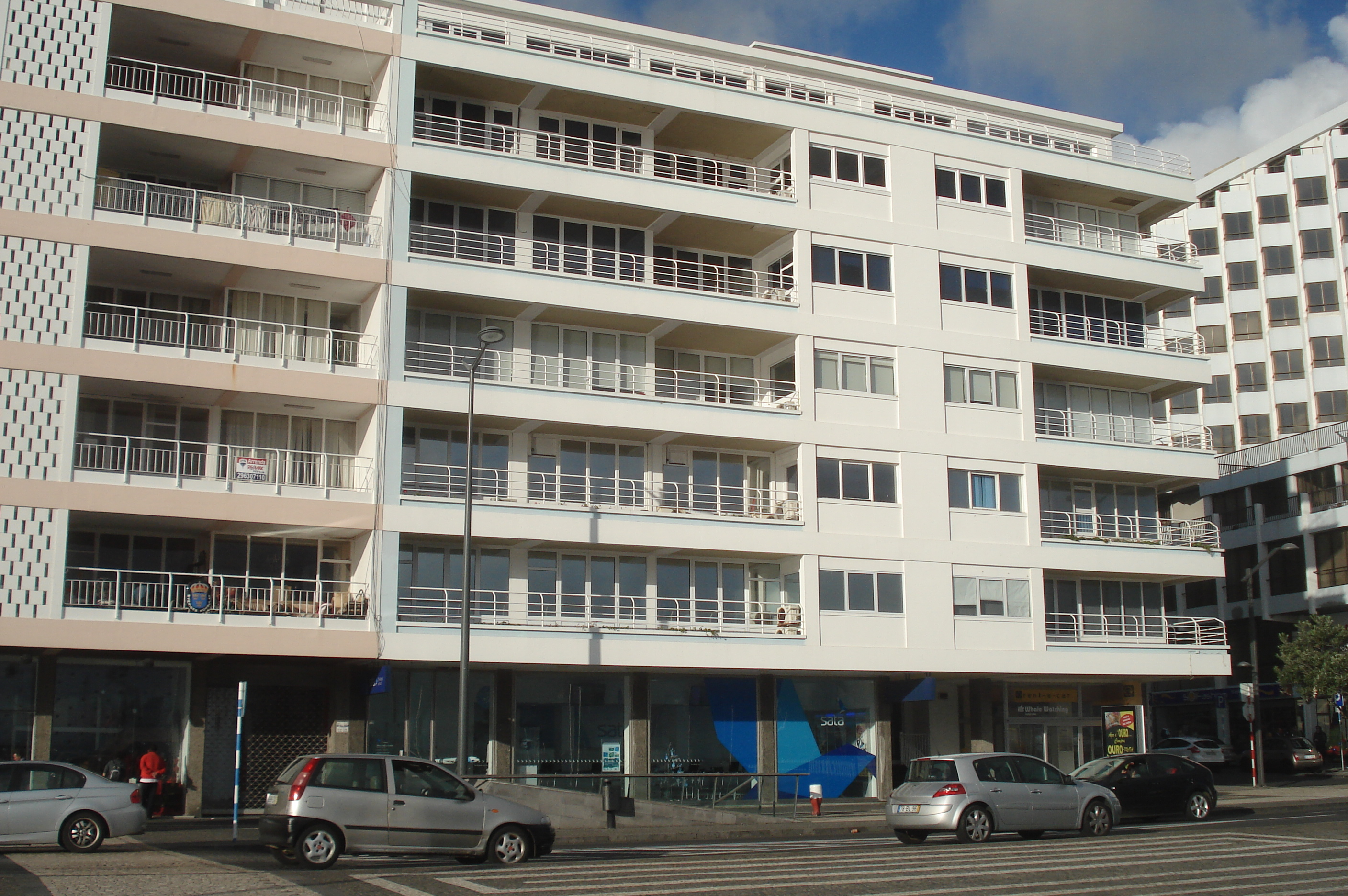
Hoofdkantoor van SATA

Azores Airlines (vroeger bekend als SATA Internacional) is een luchtvaartmaatschappij met als hoofdkwartier Ponta Delgada op de Azoren, Portugal. De luchtvaartmaatschappij voert lijnvluchten uit naar Madeira, het vasteland van Portugal en andere bestemmingen in Europa en Noord-Amerika, evenals chartervluchten.

## Geschiedenis
De luchtvaartmaatschappij werd opgericht in december 1990 onder de naam van OceanAir en in 1991 kreeg het toestemming om vluchten uit te gaan voeren. SATA Air Açores werd de grootste aandeelhouder bij OceanAir. Op 20 februari 1998 werd de luchtvaartmaatschappij omgedoopt tot SATA International en begon op 8 april 1998 aan haar vluchten. De luchtvaartmaatschappij is 100% eigendom van SATA Air Açores. Na haar bod bij openbare aanbesteding, kreeg SATA International toestemming om lijnvluchten uit te gaan voeren naar Ponta Delgada, Lissabon, Madeira en Porto. Ook heeft SATA een aantal Noord-Atlantische verbindingen zoals Faro-Toronto. In 2015 is de luchtvaartmaatschappij voor de tweede keer van naam veranderd. Sindsdien heet de luchtvaartmaatschappij Azores Airlines.
SATA is eigenaar van twee touroperators in Noord-Amerika: SATA Express in Canada en de Azoren Express in de Verenigde Staten.

## Vloot

### Huidige vloot
Azores Airlines vliegt de volgende vliegtuigen met een all-Airbus fleet:
| Vliegtuig       | In service | Orders | Passagiers | Passagiers | Passagiers | Notities           |
| Vliegtuig       | In service | Orders | C          | Y          | Totaal     | Notities           |
| --------------- | ---------- | ------ | ---------- | ---------- | ---------- | ------------------ |
| Airbus A320-200 | 3          | —      | —          | 168        | 168        | Word uitgefraseerd |
| Airbus A320neo  | 1          | 1      | TBA        | TBA        | TBA        |                    |
| Airbus A321LR   | 3          | —      | 16         | 174        | 190        |                    |
| Airbus A321neo  | 2          | —      | 16         | 170        | 186        |                    |
| Total           | 9          | 1      |            |            |            |                    |

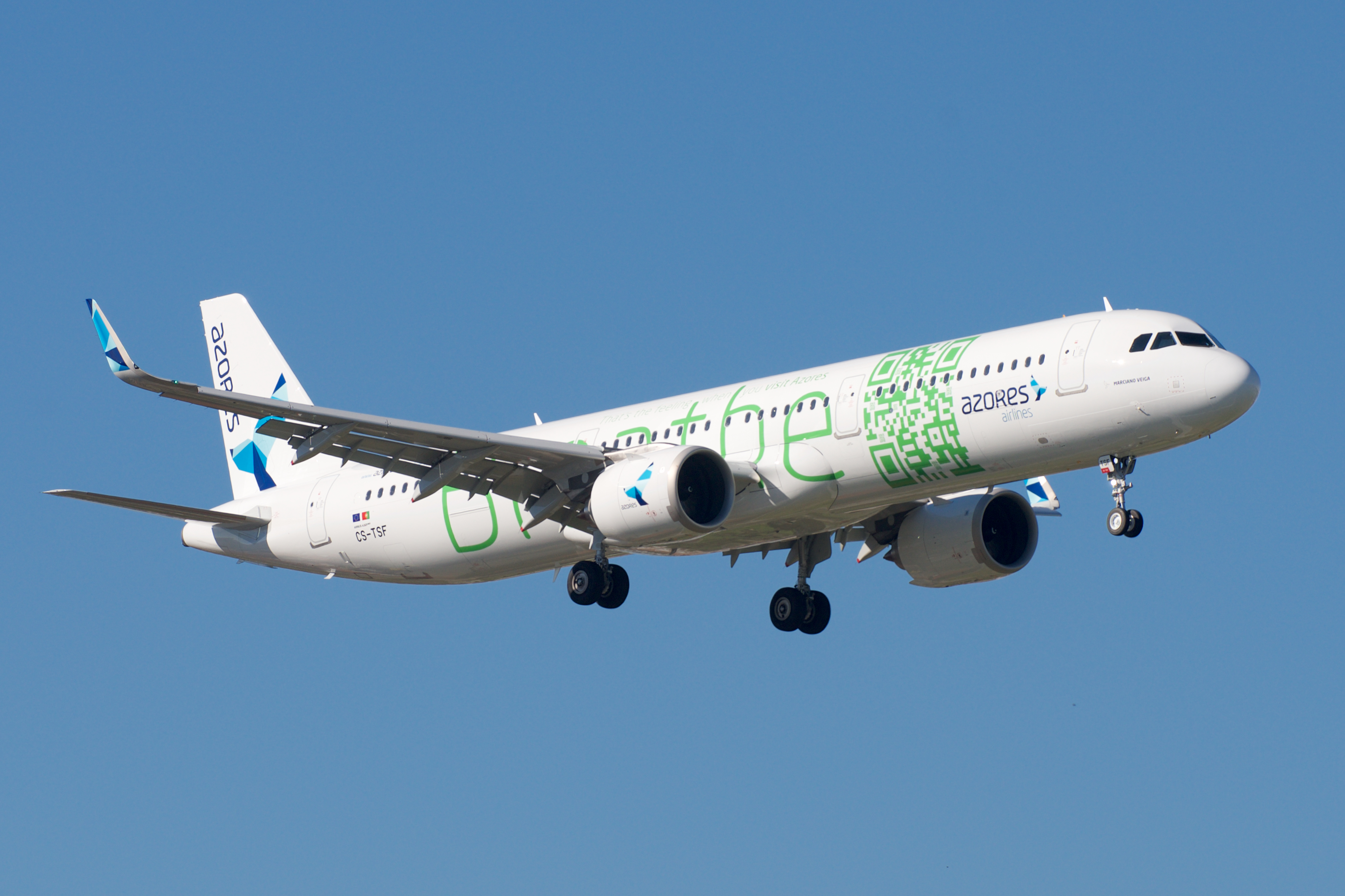
Azores Airlines Airbus A321neo

Kleinere vliegtuigen van Azores worden gevlogen door de dochtermaatschappij SATA Air Acores, deze maatschappij heeft zijn eigen Air operator's certificate. De vliegtuigen die lange afstanden vliegen kunnen door middel van een wet-lease worden geleased van andere airlines zoals euroatlantic of hi fly. Dat gebeurt regelmatig in het hoog seizoen.

### Historische vloot

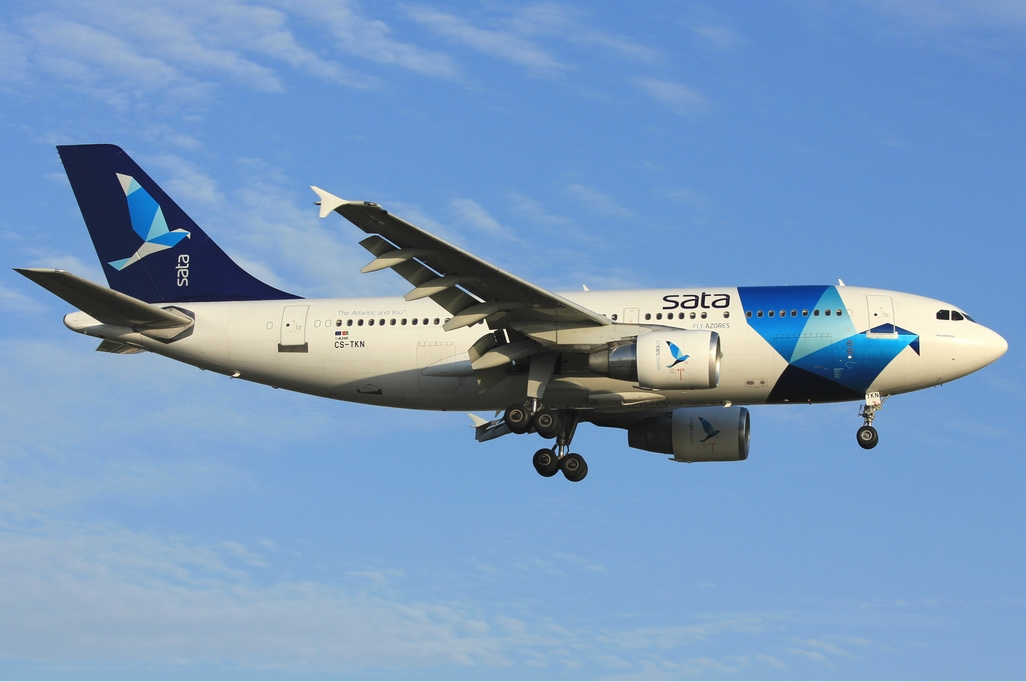
Azores Airlines Airbus A310-300 in former SATA Internacional livery

De volgende vliegtuigen hebben in het verleden voor Azores (SATA) gevlogen:
| Aircraft        | Total | Introduced | Retired |
| --------------- | ----- | ---------- | ------- |
| Airbus A310-300 | 3     | 1999       | 2018    |
| Airbus A330-200 | 1     | 2016       | 2018    |
| Boeing 737-300  | 3     | 1995       | 2005    |
| Boeing 737-400  | 2     | 2001       | 2005    |

## Huisstijl
De vliegtuigen van Azores Airlines hebben groen en blauw tinten met op de romp de naam Azores Airlines. De staart bevat het logo met enkel de tekst Azores.